# Борек-Велькопольский (гмина)
Борек-Велькопольский (пол. Borek Wielkopolski) — гмина (волость) в Польше, входит как административная единица в Гостыньский повет, Великопольское воеводство. Население — 7751 человек (на 2008 год).

## Соседние гмины
1. Гмина Дольск
2. Гмина Ярачево
3. Гмина Козмин-Велькопольский
4. Гмина Пяски
5. Гмина Погожеля